# Ember Márk
Ember Márk (Budapest, 1993. január 16. –) magyar színész, zenész és műsorvezető.

## Élete
Édesapja dr. Ember Tibor orvos. Édesanyja Jurkovits Zorica gyógypedagógus. Szülei a Magyarországi Szerb Színházban foglalkoznak színészettel. A Vörösmarty Mihály Gimnáziumban érettségizett, majd 2012–2017 között a Színház- és Filmművészeti Egyetem hallgatója volt.
Zenei tehetsége már egész fiatalon megmutatkozott, zeneiskolában klarinétozni, majd később szaxofonozni is megtanult. Hangszeres tudását több színházi előadásban (Jó estét nyár, jó estét szerelem, Bűn és bűnhődés, A diktátor) is kamatoztatja. Fesztbaum Béla ötlete alapján 2017-ben megalapult A Grund – vígszínházi fiúzenekar, melyben Márk énekel, gitáron és szaxofonon játszik.
2017-2020 között a Vígszínház tagja volt, ahol egyetemi gyakorlatát is töltötte. 2020-2023 között a Thália Színház művésze volt. 2023-2025 között szabadúszó volt. 2025-től az Erkel Színház színésze.
2020-ban indult a A Dal-ban Tovább című dalával. Az elődöntőben a közönségszavazatok alapján első helyen jutott tovább. A döntőben a zsűri szavazatai alapján bekerült a legjobb 4 produkció közé. 2021-ben A Dal-ba már vendégként tért vissza, és Vincze Lillával együtt Bergendy István emlékére adtak elő egy egyveleget.
Zeneszerzőként első színházi munkája a 2021-ben bemutatott A tehetséges Mr. Ripley volt, az előadást Csiby Gergely rendezte.

## Műsorai
| Év    | Műsor    | Szerep      | Csatorna |
| ----- | -------- | ----------- | -------- |
| 2024– | Reggeli  | műsorvezető |          |
| 2025– | Sztárbox | műsorvezető |          |

## Filmek és sorozatok
| év   | film címe                       | szerep      | rendező           |
| ---- | ------------------------------- | ----------- | ----------------- |
| 2011 | Sweet Sixteen, a hazudós        | Csóka       | Soós Péter        |
| 2016 | #sohavégetnemérős               | Tomi        | Tiszeker Dániel   |
| 2017 | A Viszkis                       | Zsolti      | Antal Nimród      |
| 2018 | Nyitva                          | Páciens     | Nagypál Orsi      |
| 2018 | BÚÉK                            | Szomszéd    | Goda Krisztina    |
| 2021 | Ecc-pecc                        | Gábor       | Madarász István   |
| 2022 | Ida regénye                     | Csorba      | Goda Krisztina    |
| 2023 | A helység kalapácsa             | Csepü Palkó | Dombrovszky Linda |
| 2024 | Futni mentem                    | Máté        | Herendi Gábor     |
| 2024 | Hogyan tudnék élni nélküled?    | Tatai Gergő | Orosz Dénes       |
| 2026 | Hogyan tudnék élni nélküled? 2. | Tatai Gergő | Dyga Zsombor      |

| év         | sorozat címe              | szerep                    |
| ---------- | ------------------------- | ------------------------- |
| 2017       | Kémek küldetése           |                           |
| 2017, 2019 | Egynyári kaland           | Misi                      |
| 2018       | Tóth János                | Turista                   |
| 2017-2018  | Oltári csajok             | Herczeg Kornél            |
| 2018-2019  | Csak színház és más semmi | Kozma Alex / Faragó Gábor |
| 2019-2021  | A tanár                   | Milán                     |
| 2022       | Doktor Balaton            | Dávid                     |
| 2023       | Valami Amerika            | Mikó Márton "Marci"       |

## Szinkronszerepei
| év        | film/sorozat címe                       | szerep                   | színész                  | megjegyzés         |
| --------- | --------------------------------------- | ------------------------ | ------------------------ | ------------------ |
| 1982      | Tex                                     | további magyar hang      |                          | 2. magyar változat |
| 2001      | Boldog kempingezők                      | további magyar hang      |                          |                    |
| 2014      | George Gently : Gently a bányában       | Sam Hawkes               | Reeves, Lewis            | 6. évad 4. epizód  |
| 2014      | Hector a boldogság nyomában             | további magyar hang      |                          |                    |
| 2015      | Gyakorlatom Kanadában                   | további magyar hang      |                          |                    |
| 2015      | Rosaline Blum                           | részeg vendég barátja    | Khache, Matthias van     |                    |
| 2015      | Victoria                                | Boxer                    | Rogowski, Franz          |                    |
| 2015-2019 | Jessica Jones                           | Malcolm Ducasse          | Darville, Eka            |                    |
| 2016      | Assassin's Creed                        | Nathan                   | Turner, Callum           |                    |
| 2016      | Ben-Hur                                 | Kadím                    | Scianna, Francesco       |                    |
| 2016      | Elhárítók                               | további magyar hang      |                          |                    |
| 2016      | Érettségi                               | Marius                   | Andrici, Rares           |                    |
| 2016      | Impérium                                | további magyar hang      |                          |                    |
| 2016      | Katwe királynője                        | Theo                     | Kirya, Maurice           |                    |
| 2016      | Késik a szünet                          | Eddie                    | Stowell, Austin          |                    |
| 2016      | Ku'Damm 56                              | további magyar hang      |                          |                    |
| 2016      | Egy magányos tinédzser                  | további magyar hang      |                          |                    |
| 2016      | A mélység kalandora                     | további magyar hang      |                          |                    |
| 2016      | Palackposta                             | Pasgård                  | Oftebro, Jakob           |                    |
| 2016      | Stréberek                               | további magyar hang      |                          |                    |
| 2016      | Az utolsó emberig                       | Shamrock                 | Dorsey, Ryan             |                    |
| 2017      | Álmatlanság                             | további magyar hang      |                          |                    |
| 2017      | Amerikai istenek                        | Bolond Sweeney           | Schreiber, Pablo         |                    |
| 2017      | A babaház úrnője                        | Jack Philips             | Heath, Ziggy             |                    |
| 2017      | Bővérű nővérek                          | további magyar hang      |                          |                    |
| 2017      | Én, Tonya                               | Seriff                   | May, Daniel Thomas       |                    |
| 2017      | Fülledt utcák                           | további magyar hang      |                          |                    |
| 2017      | Hét nővér                               | Eddie                    | Edun, Tomiwa             |                    |
| 2017      | Hozzám jössz, haver?                    | Befektető                | Layoussifi, Ayoub        |                    |
| 2017      | Jumanji: Vár a dzsungel                 | Frigó                    | Blain, Ser'Darius        |                    |
| 2017      | Mély Torok: A Watergate-sztori          | további magyar hang      |                          |                    |
| 2017      | Pókember: Hazatérés                     | Aaron Davis              | Glover, Donald           |                    |
| 2017      | Renegátok                               | további magyar hang      |                          |                    |
| 2017      | Storm: Lángoló betűk                    | további magyar hang      |                          |                    |
| 2017      | A széf                                  | Michael Dillon           | Haze, Scott              |                    |
| 2017      | Tad, az utolsó felfedező                | további magyar hang      |                          |                    |
| 2017      | Tulipánláz                              | sunyi férfi              | Rafferty, Harry          |                    |
| 2017      | Wind River: Gyilkos nyomon              | további magyar hang      |                          |                    |
| 2017      | Wonder Wheel – Az óriáskerék            | flörtölő férfi a Rubyban | Guiry, Thomas            |                    |
| 2017      | A nagy pénzrablás                       | Denver                   | Lorente, Jamie           |                    |
| 2018      | Alfa                                    | Sigma                    | Kowalczyk, Marcin        |                    |
| 2018      | Családi szívás                          | további magyar hang      |                          |                    |
| 2018      | Fekete Párduc                           | Koncoló / N'Jadaka       | Jordan, Michael B.       |                    |
| 2018      | Felelsz vagy mersz                      | Carter                   | Liboiron, Landon         |                    |
| 2018      | Gotti                                   | John Gotti, jr.          | Lofranco, Spencer        |                    |
| 2018      | Nap nap után                            | Justin / A               | Smith, Justice           |                    |
| 2018      | A néma forradalom                       | további magyar hang      |                          |                    |
| 2018      | A partiállat                            | további magyar hang      |                          |                    |
| 2018      | Pusztító                                | Jay                      | Knapp, Beau              |                    |
| 2018      | Sötét elmék                             | Mike                     | McCausland, McCarrie     |                    |
| 2018      | Spencer                                 | Chris Jackson            | Spence Moore II          |                    |
| 2018      | Az újonc                                | Jackson West             | Titus Makin              |                    |
| 2018      | Superfly                                | Youngblood Priest        | Jackson, Trevor          |                    |
| 2018      | Terror                                  | David Bryant őrmester    | Riddel, Richard          |                    |
| 2018      | Tomb Raider                             | Rog                      | Nsengiyumva, Roger Jean  |                    |
| 2018      | A védelmező 2.                          | Miles Whittaker          | Sanders, Ashton          |                    |
| 2019      | Családi bunyó                           | Zak Knight               | Knight, Zak              |                    |
| 2019      | Ebgondolat                              | Tony                     | Joseph, Andres           |                    |
| 2019      | Elrabolt világ                          | Gabriel Drummond         | Sanders, Ashton          |                    |
| 2019      | Jumanji: A következő szint              | Frigó                    | Blain, Ser'Darius        |                    |
| 2019      | Men in Black: Sötét zsaruk a Föld körül | Iker #1                  | Bourgeois, Laurent       |                    |
| 2019      | Men in Black: Sötét zsaruk a Föld körül | Iker #2                  | Bourgeois, Larry         |                    |
| 2019      | Rocketman                               | Bernie Taupin            | Bell, Jamie              |                    |
| 2019      | Szuperhőst nevelek                      | Mark                     | Jordan, Michael B.       |                    |
| 2019      | Terminátor: Sötét végzet                | Gabriel / REV-9          | Luna, Gabriel            |                    |
| 2019      | Yesterday                               | Rocky                    | Fry, Joel                |                    |
| 2019      | Szexoktatás                             | Jackson Marchetti        | Williams-Stirling, Kedar |                    |
| 2020      | Árok                                    | Rodrigo Nagenda          | Athie, Mamoudou          |                    |
| 2020      | Locke & Key: Kulcs a zárját             | Tyler Locke              | Jessup, Connor           |                    |
| 2020      | Vágyak szigete                          | Patrick Sullivan         | Stowell, Austin          |                    |
| 2020      | Pont az a dal                           | David Cliff              | Harrison, Kelvin jr.     |                    |
| 2021      | Free Guy                                | Mouser                   | Utkarsh Ambudkar         |                    |
| 2021      | Gyilkos Halloween                       | Cameron Elam             | Dylan Arnold             |                    |
| 2021      | Vaják                                   | Eskel                    | Basil Eidenbenz          |                    |
| 2022      | Elvis                                   | Elvis Presley            | Austin Butler            |                    |
| 2022      | Stranger Things                         | Eddie Munson             | Joseph Quinn             |                    |
| 2023      | Koppenhágai cowboy                      | Nicklas                  | Andreas Lykke Jørgensen  |                    |
| 2023      | Transformers: A fenevadak kora          | Noah Diaz                | Anthony Ramos            |                    |
| 2024      | Dűne: Második rész                      | Feyd-Rautha Harkonnen    | Austin Butler            |                    |

## Színházi szerepei
| szerző(k)                          | cím                              | szerep                         | rendező                 | bemutató | színház                     | megjegyzés |
| ---------------------------------- | -------------------------------- | ------------------------------ | ----------------------- | -------- | --------------------------- | ---------- |
| Presser – Sztevanovity – Horváth   | A padlás                         | Rádiós                         | Marton László           | 1988     | Vígszínház                  | 2017-      |
| Dés – Geszti – Békés               | A dzsungel könyve                | Sír Kán                        | Hegedűs D. Géza         | 1996     | Pesti Színház               | 2015-2017  |
| Presser – Varró                    | Túl a Maszat-hegyen              | Morzsányi Géza / Pacaporkoláb  | Néder Panni             | 2010     | Pesti Színház               | 2016-2018  |
| Shakespeare                        | Makrancos Kata                   | Biondello, Lucentio szolgája   | Gothár Péter            | 2012     | Vígszínház                  | 2017       |
| Presser – Adamis – Déry – Pós      | Popfesztivál 40                  | Manuel                         | Eszenyi Enikő           | 2013     | Vígszínház                  | 2015       |
| Grimm – Grimm                      | Brémai muzsikusok                | Kucu néni                      | Kocsis Gergely          | 2014     | Ódry Színpad                | 2014       |
| Presser – (Sztevanovity) – Fejes   | Jó estét nyár, jó estét szerelem | újságárus / sofőr / utcazenész | Szász János             | 2015     | Pesti Színház               | 2015-2017  |
| Csehov                             | Sirály                           |                                | Zsótér Sándor           | 2015     | Ódry Színpad                | 2015       |
| Nádas – Vidovszky                  | Találkozás                       | továbbá                        | Eszenyi Enikő           | 2015     | Pesti Színház               | 2017-2018  |
| Schiller                           | Haramiák                         | Kosinsky                       | Kovács D. Dániel        | 2015     | Pesti Színház               | 2015-2016  |
| Shakespeare                        | SZFEntivánéji álom               | Égeus-Embi                     | Dömötör András          | 2016     | Ódry Színpad                | 2016       |
| Bartlett                           | Földrengés Londonban             | Dr. Tim                        | Eszenyi Enikő           | 2016     | Vígszínház                  | 2016-2017  |
| Bartlett                           | Földrengés Londonban             | Carter                         | Eszenyi Enikő           | 2016     | Vígszínház                  | 2017-2018  |
| Dosztojevszkij                     | Bűn és bűnhődés                  | továbbá                        | Dočekal, Michal         | 2016     | Vígszínház                  | 2016-2020  |
| Dés – Geszti – Grecsó              | A Pál utcai fiúk                 | az idősebb Pásztor             | Marton László           | 2016     | Vígszínház                  | 2016-      |
| Dés – Geszti – Grecsó              | A Pál utcai fiúk                 | Áts Feri                       | Marton László           | 2016     | Vígszínház                  | 2017-      |
| Rusz – Lengyel                     | Zombor rózsája                   | Kapetan                        | Rusz Márk               | 2016     | Magyarországi Szerb Színház | 2016       |
| Shakespeare                        | Szentivánéji álom                | Lysander                       | Kovács D. Dániel        | 2017     | Vígszínház                  | 2017-2019  |
| Shakespeare                        | Lóvátett lovagok                 | Ferdinánd, Navarra királya     | Rudolf Péter            | 2017     | Pesti Színház               | 2018-2020  |
| Shakespeare                        | Hamlet                           | Bernardo                       | Eszenyi Enikő           | 2017     | Vígszínház                  | 2018       |
| Feydeau – Desvallières             | Egy éj a Paradicsomban           | Maxim, Kujon unokaöccse        | Dočekal, Michal         | 2018     | Vígszínház                  | 2018       |
| Chaplin                            | A diktátor                       | Tudósító                       | Eszenyi Enikő           | 2018     | Vígszínház                  | 2018-      |
| Fábián – Benkó – Király            | Kozmikus magány                  | Koordinátor                    | Király Dániel           | 2018     | Házi Színpad                | 2018-      |
| Feydeau                            | Bolha a fülbe                    | Rugby                          | Kelemen József          | 2018     | Thália Színház              | 2020-      |
| Brecht                             | Baal                             | Ekart                          | Horváth Csaba           | 2019     | Pesti Színház               | 2019       |
| Kovács – Vecsei – ifj. Vidnyánszky | A nagy Gatsby                    | Tom Buchanan                   | ifj. Vidnyánszky Attila | 2019     | Vígszínház                  | 2019-      |
| Welsh – Gibson                     | Trainspotting                    | Alkesz / Tommy / Simon / Morag | Horváth Csaba           | 2019     | Thália Színház              | 2020-      |
| Krkeljić                           | Najviše na cvetu                 |                                | Krkeljić, Mirko Mitar   | 2019     | Magyarországi Szerb Színház | 2019-      |
| LaChiusa                           | Hello Again                      | Író / Diák                     | Dicső Dániel            | 2020     | Pinceszínház                | 2020-      |
| Juhász – Szente – Galambos         | Puskás musical                   | Czibor Zoltán                  | Szente Vajk             | 2020     | Erkel Színház               | 2020-      |
| Christie                           | Gyilkosság az Orient Expresszen  | Arbuthnot ezredes              | Szirtes Tamás           | 2020     | Thália Színház              | 2020-      |
| László                             | Illatszertár                     | Asztalos úr                    | Béres Attila            | 2020     | Thália Színház              |            |
| Allen                              | Lövések a Broadwayn              | Cheech                         | Béres Attila            | 2021     | Thália Színház              |            |
| Lewis – Sayer – Shields            | Komédia egy bankrablásról        | Mitch                          | Kelemen József          | 2022     | Thália Színház              |            |
| Cocteau                            | Rettenetes szülők                | Michel                         | Kelemen József          | 2022     | Thália Színház              |            |
| Shakespeare                        | Varázslat egy nyáréjszakán       | Lüszandrosz                    | Csizmadia Tibor         | 2023     | Thália Színház              |            |
| Geszti – Tasnádi – Monori          | Ezeregy éjszaka                  | Dzsáfár                        | Juronics Tamás          | 2023     | Magyar Színház              |            |
| Jonathan Larson                    | Tikk-takk Bumm!                  | Jon                            | Dicső Dániel            | 2024     | Art Színtér                 |            |
| Tolcsvay – Müller                  | Koldus és királyfi               | Tom Canty, koldus              | Nagy Viktor             | 2024     | Magyar Színház              |            |

## Egyéb színházi munkái
| szerző(k)                     | cím                     | rendező       | bemutató dátuma | közreműködés       |
| ----------------------------- | ----------------------- | ------------- | --------------- | ------------------ |
|                               | A tehetséges Mr. Ripley | Csiby Gergely | 2021. 07. 23.   | zeneszerző         |
| Svraka-Gévai - Furák - Hujber | Életed hétvégéje        | Ember Márk    | 2025. 04. 12.   | társíró és rendező |

## Dalai
| év   | dal címe                   | előadó      | album                           | szerző(k)                 | közreműködő      | megjegyzés |
| ---- | -------------------------- | ----------- | ------------------------------- | ------------------------- | ---------------- | --- |
| 2011 | Hiperszónikus baj          | Slamasztika | Hiperszónikus baj               |                           |                  | |
| 2011 | Ihlet bácsi                | Slamasztika | Hiperszónikus baj               |                           |                  | |
| 2011 | MFT                        | Slamasztika | Hiperszónikus baj               |                           |                  | |
| 2011 | Rosszkor jövő              | Slamasztika | Hiperszónikus baj               |                           |                  | |
| 2011 | Várj                       | Slamasztika | Hiperszónikus baj               |                           |                  | |
| 2015 | Voltam már                 | Slamasztika |                                 |                           |                  | |
| 2018 | Jobb, hogy ha mennél       | Ember Márk  | Jobb, hogy ha mennél (kislemez) | Ember Márk és Furák Péter |                  | 2019-ben készült akusztikus változat is                                                                                     |
| 2019 | Nem, nem, nem              | Ember Márk  | Nem, nem, nem (kislemez)        | Ember Márk                |                  | |
| 2019 | Pont elérsz                | Ember Márk  | Pont elérsz (kislemez)          | Ember Márk                |                  | |
| 2019 | Ha                         | Ember Márk  | Ha (kislemez)                   | Ember Márk                | Medveczky Balázs | |
| 2020 | Tovább                     | Ember Márk  | Tovább (kislemez)               | Ember Márk                |                  | A Dal 2020-ban a legjobb négy dal közé jutott 2020. május 3-án a Petőfi TOP40-ben ez volt a No. 1 sláger                    |
| 2020 | Van miért! (Maradj otthon) | Ember Márk  | Maradj otthon (kislemez)        | Ember Márk                |                  | |
| 2020 | Ugye pajtás!               | Ember Márk  | -                               | Ember Márk                |                  | József Attila versére |
| 2020 | Nem esek szét              | Ember Márk  | Nem esek szét (kislemez)        | Ember Márk                | Antóci Dorottya  | a szabadaprodukcio.hu ArtPeepShow kezdeményezésére készült, a dal bevételeit a Színházi Szolidaritási Alapnak ajánlotta fel |
| 2021 | Ígérd meg                  | Ember Márk  | Ígérd meg (kislemez)            | Ember Márk                |                  | |

## Koncertek
| dátum                | együttes                         | koncert                                                         | helyszín                                        |
| -------------------- | -------------------------------- | --------------------------------------------------------------- | ----------------------------------------------- |
| 2011. április 2.     | Slamasztika                      | Slamasztika Tour 2011                                           | Szabad az Á, Budapest                           |
| 2011. május 7.       | Slamasztika                      | Slamasztika Tour 2011                                           | Vörös Yuk, Budapest                             |
| 2011. május 27.      | Slamasztika                      | Slamasztika Tour 2011                                           | Széchenyi csárda, Göd                           |
| 2011. június 8.      | Slamasztika                      | VMG zenei fesztivál                                             | Vörösmarty Mihály Gimnázium, Budapest           |
| 2011. július 8.      | Slamasztika                      | Slamasztika Tour 2011                                           | Dürer kert, Budapest                            |
| 2011. augusztus 18.  | Slamasztika                      | Slamasztika Tour 2011                                           | Vadvirág, Budapest                              |
| 2012. január 7.      | Slamasztika                      | Slamasztika Tour 2012                                           | Trafik klub, Budapest                           |
| 2012. április 5.     | Slamasztika                      | Slamasztika – születésnapi koncert                              | Dürer kert, Budapest                            |
| 2012. június 1.      | Slamasztika                      | Slamasztika Tour 2012                                           | Holdfény Terasz, Csömör                         |
| 2012. július 28.     | Slamasztika                      | Slamasztika Tour 2012                                           | Dürer kert, Budapest                            |
| 2015. április 17.    | Slamasztika                      |                                                                 | Alcatraz, Budapest                              |
| 2015. július 18.     | Slamasztika                      | Mini Rockfeszt                                                  | Mátraszentimre                                  |
| 2017. május 1.       | A GRUND – vígszínházi fiúzenekar | VÍGmajális                                                      | Vígszínház                                      |
| 2017. június 24.     | A GRUND – vígszínházi fiúzenekar | Múzeumok Éjszkája                                               | Bajor Gizi Színészmúzeum                        |
| 2017. szeptember 16. | A GRUND – vígszínházi fiúzenekar | Színházak Éjszakája                                             | Vígszínház                                      |
| 2017. november 15.   | A GRUND – vígszínházi fiúzenekar | Adj egy ötöst!                                                  |                                                 |
| 2018. február 18.    | A GRUND – vígszínházi fiúzenekar |                                                                 | 3K, Óbuda                                       |
| 2018. május 1.       | A GRUND – vígszínházi fiúzenekar | VÍGmajális                                                      | Vígszínház                                      |
| 2018. július 7.      | A GRUND – vígszínházi fiúzenekar | A GRUND 2018 nyári turné                                        | Kőrösi Csoma Sándor Kulturális Központ, Kőbánya |
| 2018. július 14.     | A GRUND – vígszínházi fiúzenekar | A GRUND 2018 nyári turné                                        | Angolkert, Tata                                 |
| 2018. július 17.     | A GRUND – vígszínházi fiúzenekar | A GRUND 2018 nyári turné                                        | Érsekkert, Eger                                 |
| 2018. július 20.     | A GRUND – vígszínházi fiúzenekar | Óbudai Nyár                                                     | Főtér, Óbuda                                    |
| 2018. augusztus 2.   | A GRUND – vígszínházi fiúzenekar | Ördögkatlan Fesztivál                                           | Narancsliget, Nagyharsány                       |
| 2018. augusztus 4.   | A GRUND – vígszínházi fiúzenekar | A GRUND 2018 nyári turné                                        | Kultkikötő, Balatonboglár                       |
| 2018. augusztus 20.  | A GRUND – vígszínházi fiúzenekar | A GRUND 2018 nyári turné                                        | Nyúldomb, Rákosremete                           |
| 2018. szeptember 8.  | A GRUND – vígszínházi fiúzenekar | Belvárosi Napok                                                 | Gödöllő                                         |
| 2018. november 19.   | A GRUND – vígszínházi fiúzenekar | a Diákhitel Központ Zrt. képzőművészeti pályázatának díjátadója | A38                                             |
| 2018. december 29.   | Dés László (vendég)              | Mi vagyunk a Grund!                                             | Papp László Budapest Sportaréna                 |
| 2019. február 1.     | A GRUND – vígszínházi fiúzenekar |                                                                 | Vígszínház                                      |
| 2019. június 6.      | A GRUND – vígszínházi fiúzenekar | GRUND – születésnapi koncert                                    | Vígszínház                                      |
| 2019. június 27.     | A GRUND – vígszínházi fiúzenekar | A GRUND 2019 nyári turné                                        | Szent-Györgyi Albert Agóra, Szeged              |
| 2019. július 6.      | A GRUND – vígszínházi fiúzenekar | A GRUND 2019 nyári turné                                        | Kőrösi Csoma Sándor Kulturális Központ, Kőbánya |
| 2019. július 11.     | A GRUND – vígszínházi fiúzenekar | A GRUND 2019 nyári turné                                        | Martinka, Hajdúsámson                           |
| 2019. július 13.     | A GRUND – vígszínházi fiúzenekar | A GRUND 2019 nyári turné                                        | Művelődési Központ, Tamási                      |
| 2019. július 26.     | A GRUND – vígszínházi fiúzenekar | A GRUND 2019 nyári turné                                        | Kultkikötő, Balatonföldvár                      |
| 2019. augusztus 3.   | A GRUND – vígszínházi fiúzenekar | A GRUND 2019 nyári turné                                        | Városháza udvar, Szentendre                     |
| 2019. augusztus 20.  | A GRUND – vígszínházi fiúzenekar | Kolozsvári Magyar Napok                                         | Kolozsvár                                       |
| 2019. december 3.    | Esti Kornél (vendég)             | Itt maradtam az éjszakában                                      | Bartók Béla Nemzeti Hangversenyterem, Budapest  |
| 2020. február 15.    | Ember Márk                       | A DAL – harmadik válogató                                       | MTVA, Budapest                                  |
| 2020. február 29.    | Ember Márk                       | A DAL – elődöntő                                                | MTVA, Budapest                                  |
| 2020. március 7.     | Ember Márk                       | A DAL – döntő                                                   | MTVA, Budapest                                  |
| 2020. július 4.      | A GRUND – vígszínházi fiúzenekar | A GRUND 2020 nyári turné                                        | Kőrösi Csoma Sándor Kulturális Központ, Kőbánya |
| 2020. július 25.     | A GRUND – vígszínházi fiúzenekar | A GRUND 2020 nyári turné                                        | Kultkikötő, Balatonboglár                       |
| 2021. január 30.     | Ember Márk és Vincze Lilla       | A DAL – első válogató                                           | MTVA, Budapest                                  |

## CD-k, hangoskönyvek
- Mérő László: Az ész segédigéi
- Kőrösi Zoltán: Szerelmes évek (2017)

## Díjak
- Az évad közönségkedvence – Thália Színház (2022, 2023)
- Babicsek Bernát-díj (2024)
- InStyle Men of the Year - Az év színésze (2025)